# Syncytine 1
Ne doit pas être confondu avec syncytine.
La syncytine 1 est une protéine d’enveloppe exprimée par la famille des rétrovirus endogènes humains W (HERV-W). Cette protéine d’origine virale joue un rôle essentiel lors de la formation du placenta au moment de la grossesse et pourrait être impliquée dans le développement de diverses pathologies.

## Origine
8 % de l’ADN de l’Homo sapiens est composé de vestiges rétroviraux. Le génome du HERV-W a été intégré dans le génomes d'un ancêtre primate lors d’une infection (qui aurait eu lieu il y a environ 25 à 40 millions d’années) des cellules de la lignée germinale de ce dernier. Cette infection a permis la transmission de l’ADN viral d’une génération à une autre, intégrant ainsi de manière permanente l’information génétique virale dans le génome humain. 
La passation intergénérationnelle est en grande partie due à l’implication des mécanismes de défense anti-viraux humains qui ont permis la désactivation du virus (par mutation des protéines fonctionnelles ou des régions régulatrices) avant qu’il n’ait le temps de compléter son cycle réplicatif. L’inactivation du HERV-W ne fut que partielle, d’où l’expression de la syncytine et de sa préservation probablement sélective d’un point de vue évolutif.

## Rôle
La syncytine est une glycoprotéine d’enveloppe rétrovirale possédant des capacités fusogéniques induisant la formation de syncytium (cellules polynucléées découlant de fusion cellulaire). Elle est abondamment exprimée au niveau du placenta durant la grossesse. Chez l’humain les cytotrophoblastes jouent un rôle crucial dans le développement fœtal et placentaire. Au début de la grossesse ces cellules prolifèrent et envahissent l’endomètre maternel où elles forment les villosités d’ancrage placentaire. C’est à ce moment que la syncytine entre en jeu en induisant la différenciation et la fusion des cytotrophoblastes en une couche continue multinucléée nommée le syncytiotrophoblaste. Cette structure sera le siège des interactions fœto-maternelles (échange de nutriments essentiels, régulation de la réponse immune, protection contre d’éventuels pathogènes) et de diverses fonctions spécifiques au  placenta (synthèse et sécrétion d’hormones influençant le développement fœtal). Comme plusieurs protéines d’enveloppes rétrovirales, la syncytine aurait elle aussi des propriétés immunosuppressives qui serviraient à moduler le système immunitaire maternel afin d’éviter la reconnaissance de l’embryon en tant qu’antigène exogène.

## Coévolution
L’attribution d’une telle importance dans le déroulement de la grossesse nous porte à supposer que l’infection rétrovirale qui nous a permis d’utiliser les propriétés fusogéniques virales a constitué un événement déterminant dans l’évolution des espèces apparentées aux mammifères. En effet, cela aurait permis l’élaboration d’un système de développement embryonnaire in vivo (ou bien plus précisément in utero chez les mammifères), délaissant ainsi le modèle traditionnel ex vivo (i.e. ponte d’œufs). Étonnement cet événement aux allures improbables (imputables à l’impressionnant nombre de variables aléatoires nécessaires à une coévolution symbiotique découlant d’une rétroinfection infructueuse des cellules germinales) ne semble pas être si rare après tout aux yeux de l’évolution puisqu’on retrouve chez les souris une protéine aux fonctions analogues à la syncytine humaine qui est toutefois exprimée à partir d’un rétrovirus  endogène autre que le HERV-W, le IAPE-A. Cette expression de protéine homologue à la syncytine venant d’un gène rétroviral différent implique que cet événement s’est produit plus d’une fois au cours de l’histoire.

## Structure

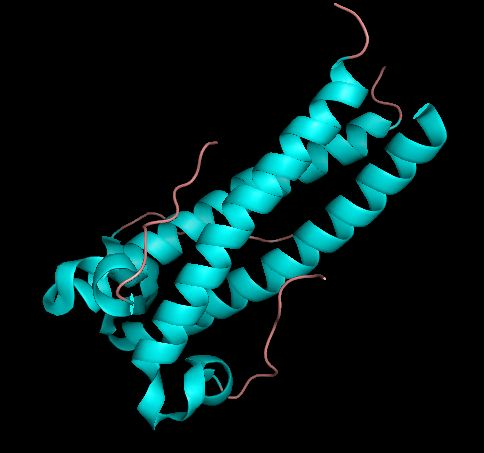
Structure cristalline de la protéine d'enveloppe du rétrovirus endogène humain HERV-FRD (syncytine-2)

La syncytine est une glycoprotéine de 538 acides aminés apparentée aux protéines de fusion virales de type I. Comme toutes les protéines appartenant à ce groupe, la syncytine possède certaines caractéristiques particulières : (1) le clivage d’un précurseur protéique menant à la formation de deux sous-unités (la première étant extracellulaire et la seconde, transmembranaire), (2)la présence d’un peptide de fusion adjacent au site de clivage, (3) une association homotrimérique pour former un complexe aux capacités fusogénique fonctionnelles et finalement (4) la capacité de former une structure en boucle d’épingle une fois en conformation active.

## Mécanisme
La fusion cellulaire médiée par la syncytine se déroule comme suit : (1) Reconnaissance du récepteur cellulaire par la protéine de fusion (dans ce cas ci le récepteur est un transporteur d’acides aminés de la famille ASCT, le h-ASCT2) (2) Changement conformationnel de la syncitine ; implantation des peptides de fusion dans la membrane cellulaire (3)  Changement de conformation ; repliement de la protéine de fusion (étape d’hémifusion) (4) Fusion complète des deux membranes cellulaires ; obtention d’une plus grosse cellule polynucléée. 

## Expression
La syncytine est transcrite depuis le chromosome 7, en région 7q21.2. Son expression est régulée positivement par la sécrétion de progestérone. Ainsi l’augmentation de syncytine va de pair avec l’accroissement considérable de sécrétion de progestérone qui marque une fécondation réussie, ce qui est plutôt logique puisqu’une expression massive de syncytine est nécessitée dès le début de la grossesse afin de produire le placenta qui soutiendra l’embryon au cours de son développement. Chez les tissus non placentaires, la transcription de syncytine est supprimée à l’aide d’une méthylation CpG des gènes. 

## Pathologies
Selon une étude récente, la syncytine pourrait être un des agents causals possibles chez certaines maladies neuro-dégénératives. Il n'a été observé que chez les patients atteints de sclérose en plaques, le taux d’expression de syncytine au niveau du système nerveux central est significativement plus élevé que chez les individus sains. Il a ensuite été démontré empiriquement sur modèle animal (murin) que la transfection de syncytine au niveau du système nerveux central provoque une neuroinflammation, une suppression de l’expression des ASCT1 et une diminution de la myélinisation des neurones du corps calleux entrainant des anormalités neurobehaviorale. On pourrait aussi supposer que les propriétés fusogéniques de cette protéine pourraient induire la fusion de certains neurones, créant par la même occasion des courts-circuits dans les transmissions nerveuses.
Une autre étude parvint quant à elle à établir une corrélation entre une diminution de l’expression de syncytine au niveau du placenta et le développement de pré-éclampsie (caractérisée par une hypertension artérielle accompagnée de protéinurie). De plus, à la suite d'une analyse immunohistochimique de placentas pré-éclampsique il put être mis en évidence qu’une expression ectopique apicale sur la membrane microvilleuse syncytiotrophoblastique (alors qu’elle est normalement exprimée sur la membrane cytoplasmique basale du syncytiotrophoblaste) pouvait elle aussi être mise en lien avec le développement de pré-éclampsie.